# Sterile Island
Sterile Island är en ö i Australien. Den ligger i delstaten Tasmanien, i den sydöstra delen av landet, omkring 79 kilometer söder om delstatshuvudstaden Hobart. Genomsnittlig årsnederbörd är 1 042 millimeter. Den regnigaste månaden är juli, med i genomsnitt 133 mm nederbörd, och den torraste är februari, med 53 mm nederbörd.